# Gravelines
Gravelines (nederländska: Grevelingen) är en kommun i departementet Nord i regionen Hauts-de-France i norra Frankrike. Kommunen ligger i kantonen Gravelines som tillhör arrondissementet Dunkerque. År 2022 hade Gravelines 11 451 invånare.

## Befolkningsutveckling
Antalet invånare i kommunen Gravelines
| Referens: INSEE |